# 里克特迈耶-梅什科夫不稳定性

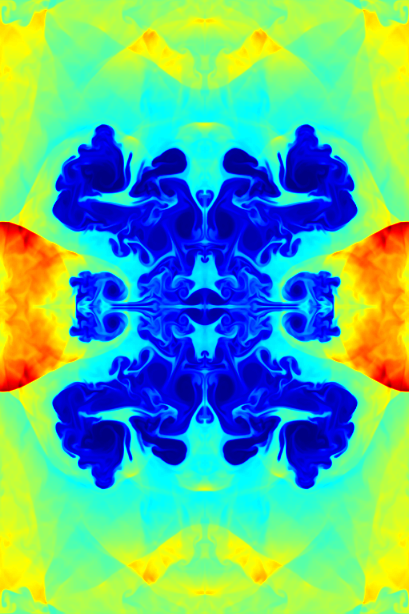
里克特迈耶－梅什科夫不稳定性的二维计算机数值模拟

里克特迈耶－梅什科夫不稳定性（英語：Richtmyer–Meshkov instability，简称）是指两种不同密度的流体界面经瞬间加速而产生的不稳定性。
通常这种加速是由激波穿过所引起的。不稳定性发展初期轻微扰动随时间线性增长，之后会出现与瑞利－泰勒不稳定性中类似的由轻流体形成的“气泡”状结构与重流体形成的“尖钉”状结构。最终达到混沌状态，两种流体充分混合。
美国物理学家罗伯特·里克特迈耶最早研究了这一现象，后经苏联物理学家尤金·叶夫格拉福维奇·梅什科夫在实验中证实 ，该现象也因而得名里克特迈耶－梅什科夫不稳定性。这种不稳定性出现于惯性约束聚变、超音速燃烧冲压发动机以及超新星爆发等物理过程中。